# رودريغو بازوالدو
رودريغو بازوالدو (بالإسبانية: Rodrigo Basualdo)‏ هو لاعب كرة قدم أرجنتيني في مركز الوسط، ولد في 12 مارس 1993 في ميرلو في الأرجنتين. لعب مع ديبورتيفو مورون ‏.

## وصلات خارجية
- رودريغو بازوالدو على موقع قاعدة بيانات كرة القدم.إي يو (الإنجليزية)
- رودريغو بازوالدو على موقع Soccerway.com (الإنجليزية)